# Коренєво (Калузька область)
Коренєво (рос. Коренево) — присілок в Жиздринському районі Калузької області Російської Федерації.
Населення становить 291 особу. Входить до складу муніципального утворення Село Радгосп «Колективізатор».

## Історія
Від 2004 року входить до складу муніципального утворення Село Радгосп Колективізатор

## Населення
| 2002 | 2010 |
| ---- | ---- |
| 280  | ↗291 |